# Doug Scott

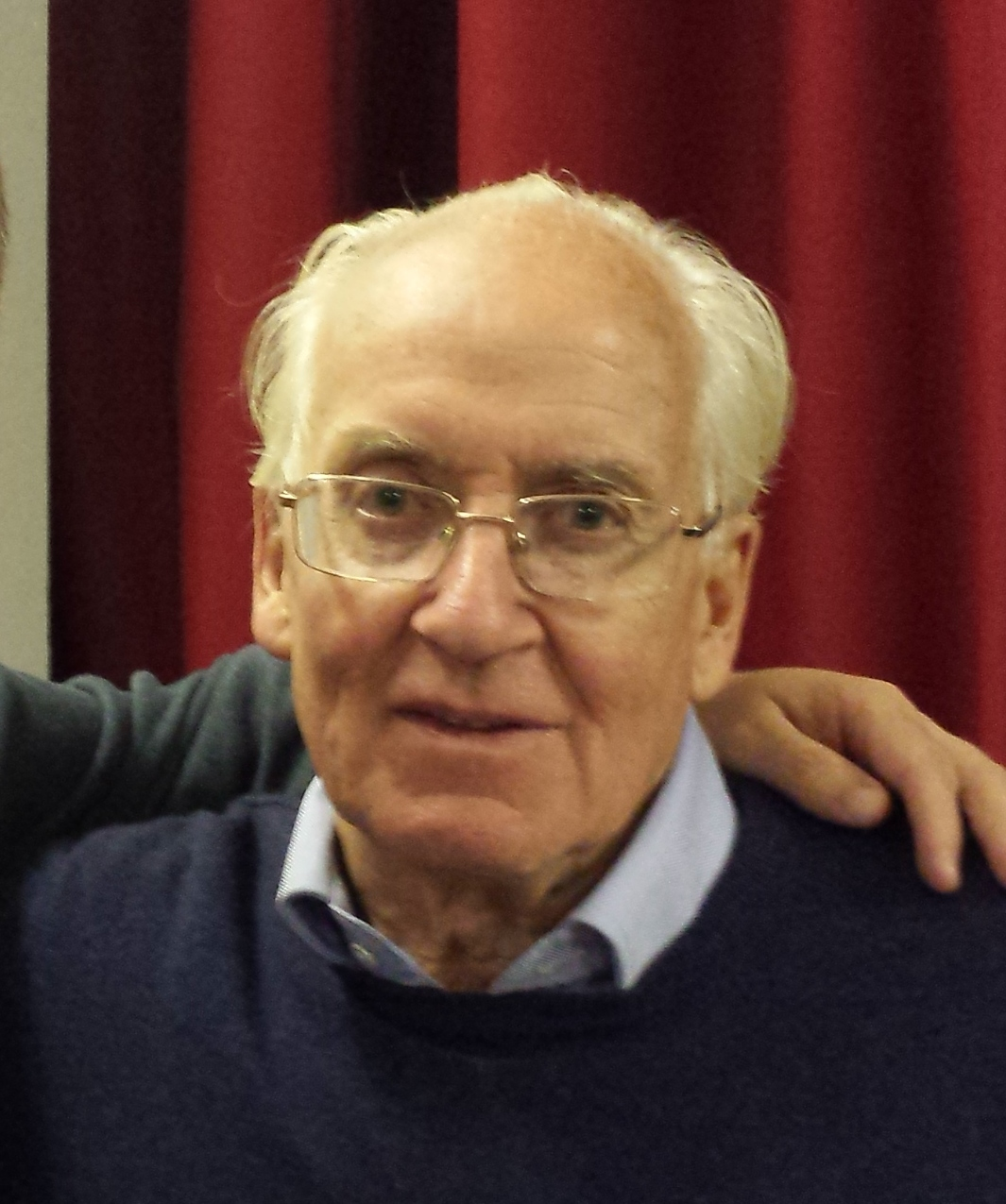
Doug Scott, 2015

Doug Scott, CBE (eigentlich Douglas Keith Scott, * 29. Mai 1941 in Nottingham; † 7. Dezember 2020 im Lake District, Grafschaft Cumbria) war ein britischer Bergsteiger.

## Leben
Scott war vor allem in den 1970er und 80er Jahren einer der besten britischen Extrembergsteiger und gilt als einer der erfolgreichsten Höhenbergsteiger aller Zeiten. Von 1999 bis 2001 war Doug Scott Präsident des englischen Alpine Club. Er war mit der indischen Bergsteigerin Sharavati (Sharu) Prabhu verheiratet.
Bemerkenswert war auch sein karitatives Engagement: Er gründete die Stiftung Community Action Nepal, um die Lebensbedingungen der einheimischen Bergbevölkerung in Nepal zu verbessern. Auch setzte er sich für faire Arbeitsbedingungen der Träger ein, die von alpinistischen Expeditionen zum Gepäcktransport ins Basislager angeheuert werden und oftmals für niedrigste Löhne schwere körperliche Arbeit leisten müssen.
Doug Scott erhielt 1994 den Titel Commander of the Order of the British Empire und 1999 die Patron’s Gold Medal der Royal Geographical Society. 2011 erhielt er den Piolet d’Or für sein Lebenswerk. 2020 wurde er zum Ehrenmitglied der UIAA ernannt.

## Besondere alpinistische Leistungen
Doug Scott war an 45 Expeditionen zu den hohen Bergen Asiens beteiligt, bei denen er 40 Gipfel erreichte. Alle diese Gipfelbesteigungen waren entweder Erstbesteigungen, Erstbegehungen neuer Routen oder Erstbegehungen im Alpinstil. Abgesehen von der Mount-Everest-Besteigung 1975 wurden alle Touren mit einem Minimum an Ausrüstung durchgeführt.
- 1967 Erstbesteigung der Südwand des Koh-i-Bandaka im Hindukusch.
- 1974 Erstbesteigung des Changabang.[1]
- 1975 Erstdurchsteigung der Südwest-Wand des Mount Everest zusammen mit Dougal Haston, erste britische Besteigung des Mount Everest, Biwak auf über 8700 m Höhe.[1]
- 1976 Erstdurchsteigung der Nordwand des Mount McKinley.
- 1977 Erstbesteigung des extrem schwierigen Ogre zusammen mit Chris Bonington.[1] Diese Besteigung war mit einem tagelangen Abstiegsmartyrium verbunden, da er sich beide Knöchel gebrochen hatte und das Team wegen eines Wetterumschwungs beim Abstieg öfter als geplant biwakieren musste. Der Ogre konnte erst 2001 erneut bestiegen werden, dazwischen waren mehr als 20 Expeditionen gescheitert.
- 1978 Versuch an der Westseite des K2.
- 1979 Erstbegehung des Kangchendzönga-Nordgrates im Alpinstil.[1] Dritte Besteigung des Kangchendzönga-Hauptgipfels, erste Besteigung im Alpinstil und ohne zusätzlichen Sauerstoff, zusammen mit Peter Boardman und Joe Tasker.
- 1979 Erstbegehung der Nuptse-Nordwand.
- 1980 Expedition zum K2-Westgrat. Scott erreicht eine Höhe von ca. 7000 Metern.
- 1981 Erstbegehung des Shivling-Ostgrates.
- 1982 Erstdurchsteigung der Shishapangma-Südwand.
- 1983 Erstbesteigung des Lobsang Spire.
- 1983 Besteigung des Broad Peak.
- 1983 Versuch am K2. Eine Höhe von ca. 8000 Metern wird erreicht.
- 1988 Erstbesteigung des Jichu Drake.
- 1994 Doug Scott besteigt den letzten der Seven Summits (nach der schwierigeren Carstensz-Pyramide-Version).

Weitere von Doug Scott bestiegene Gipfel sind der Baruntse, der Latok III, der Makalu, der Mount Kenya und der Pik Lenin. Er durchkletterte auch als erster Brite die berühmte Salathé-Wall am El Capitan (1971).

## Ehrungen und Auszeichnungen
- 2020: UIAA-Ehrenmitglied

## Buchpublikationen
- Doug Scott, Himalayan Climber: A Lifetime’s Quest to the World’s Greater Ranges, ISBN 1-898573-16-6
- Doug K. Scott, Big wall climbing, ISBN 0-7182-0967-2.
- Doug Scott and Alex Macintyre, The Shishapangma Expedition, ISBN 0-89886-723-1.
- Doug Scott, Mountaineer (1992)